# چاستون
چاستون (به انگلیسی: Chawston) یک روستا در بریتانیا است که در Bedford واقع شده‌است.